# Dengta
Dengta (en chino, 灯塔; pinyin, Dēngtǎ) es un municipio  bajo la administración directa de la Prefectura Liaoyang en la Provincia de Liaoning, República Popular China.  Su área es de 1170 km² y su población total para 2010 superó los 490 mil habitantes. 

## Administración
Desde julio de 2020, el  Municipio Dengta se divide en 14 pueblos que se administran en 3 subdistritos, 10 poblados y 1 villa.